# جسی ویلیامز (بازیگر)
 جسی ویلیامز (به انگلیسی: Jesse Williams) (زاده ۵ اوت ۱۹۸۱) بازیگر آمریکایی است. وی در سریال آناتومی گری ایفاگر نقش دکتر جکسون اوری است.
وی در بازی Detroit become human به عنوان صداپیشه مارکوس حضور داشته است.

## فیلم‌شناسی
فهرست فیلم‌ها و سریال‌هایی که جسی ویلیامز در آنها به ایفای نقش پرداخته‌است:
- خواهری از سفر آرزوها ۲
- بهترین‌های بروکلین
- کلبه‌ای در جنگل
- پیشخدمت
- سسمی استریت
- آناتومی گری
- پول
- جای تو یا جای من